# Scribner
Pour les articles homonymes, voir Scribner (homonymie).
La ville de Scribner est située dans le comté de Dodge, dans l’État du Nebraska, aux États-Unis. Lors du recensement de 2010, sa population s’élevait à 857 habitants.

## Source
- (en) Cet article est partiellement ou en totalité issu de l’article de Wikipédia en anglais intitulé « Scribner, Nebraska » (voir la liste des auteurs).